# Ourapteryx nivea
Ourapteryx nivea är en fjärilsart som beskrevs av Butler 1883. Ourapteryx nivea ingår i släktet Ourapteryx och familjen mätare. Inga underarter finns listade i Catalogue of Life.